# Universitat Hassan II de Casablanca
La Universitat Hassan II de Casablanca, UH2C (àrab: جامعة الحسن الثاني بالدار البیضاء, Jāmiʿat al-Ḥassan aṯ-Ṯānī bi-d-Dār al-Bayḍāʾ; francès: Université Hassan II de Casablanca), fundada el 1975, és una universitat pública que és el resultat de la fusió de dues universitats el setembre de 2014, la Universitat Hassan II Ain Chock Casablanca i la Universitat Hassan II Mohammedia.
Acull més de 24.000 estudiants en total, tant locals com estrangers. Els professors i professors a temps complet superen el miler, la qual cosa la converteix en la tercera universitat més gran del Marroc. La plantilla oficial té un total de 850 persones.
L'àrab i el francès són els idiomes de la matrícula a la universitat. Per a algunes disciplines com el dret, el dret internacional i les relacions internacionals, i per als estudiants de doctorat, és necessari conèixer tant el francès com l'àrab. Els cursos tècnics, però, només s'ofereixen en francès. La universitat és membre de l'Associació Internacional d'Universitats de Recerca (IARU) Els estudiants estrangers provenen en gran part de països de parla francesa: Senegal, República del Congo, RD Congo, Mauritània, Líbia, Tunísia, Algèria, Mali, Iemen, Indonèsia, Malàisia i França són els principals orígens.

## Biblioteca
La Biblioteca de Mohammad Sykat té sis plantes amb una superfície total de 7.000 metres quadrats. Té 40.000 llibres de text i 20.000 revistes electròniques. Hi ha 550 manuscrits antics i 600 llibres, amb 100 publicacions periòdiques. La Biblioteca de la Facultat de Dret té 25 mil llibres en els camps del dret i de la ciència política i l'economia.
Segons la webmetria de la Universitat Hassan II de Casablanca té un rànquing mundial de 2091, sisena al Marroc i 36a al nord d'Àfrica.

## Persones destacadse

### Professors
- Soumaya Naamane Guessous - sociòloga i activista feminista
- Fatima Marouan (nascuda el 1952) - endocrinòloga; polític
- Habib Mazini (nascut el 1954) - acadèmic i escriptor
- Abd Al Latif Mahfouz - estudiós literari
- Salem Al Ketbi - politòleg

### Alumnes
- Mohamed Taieb Naciri (1939-2012) - advocat i polític
- Abdelouahed Belkeziz (1939-2021) - advocat, polític i diplomàtic.
- Khalid Alioua (nascut el 1949) - polític
- Mokhtar Lamani (nascut el 1952) - diplomàtic canadenc
- Mohamed Moatassim (nascut el 1956) - assessor polític
- Nabila Mounib (nascut el 1960) - polític
- Nizar Ibrahim (nascut el 1962) - paleontòleg
- Abdelaziz El Omari (nascut el 1968) - polític
- Merieme Chadid (nascuda el 1969) - astrònoma
- Germà Rachid (nascut el 1971) - comentarista de televisió religiós
- Khadija Yaken (nascuda el 1972) - escriptora de prosa i poesia
- Nabila Rmili (nascut el 1974) - polític